# Ворожба (вагонне депо)
Вагонне депо́ «Ворожба» (ВЧД-11) — одне з 7 вагонних депо Південно-Західної залізниці. Розташоване біля однойменній станції.

## Основний профіль депо та можливі послуги
- технічне обслуговуння вагонів;
- поточний ремонт з відчепленням;
- ремонт колісних пар вантажних та пасажирських вагонів зі зміною елементів.